# Meister von Urphar
Als Meister von Urphar oder Urpharer Meister wird der Freskenmaler bezeichnet, der in der Periode von 1290 bis 1297 drei Kirchen in der Gegend um Urphar, einer Ortschaft östlich von Wertheim, ausgemalt hat. Er war wahrscheinlich zuerst in der Pfarrkirche in Oberschüpf, dann in der heutigen Friedhofskapelle St. Laurentius in Freudenberg und zuletzt in der Jakobuskirche in Urphar tätig. 
Die spätromanischen Fresken des Meisters in diesen Kirchen wurden zwischen 1909 und 1953 wiederentdeckt und geben mit ihren Darstellungen von biblischen Szenen von der Erschaffung der Welt bis hin zum Leben, Sterben und der Auferstehung Jesu einen Einblick in die Glaubensvorstellungen ihrer Zeit. Sie stehen am Übergang in die Gotik. In typischer, noch an die byzantinische Bildsprache erinnernder Darstellung wird so auch der thronende Christus als Weltenrichter gezeigt. Heiligenbilder wie St. Michael als Seelenwäger beim Jüngsten Gericht erweitern die Darstellungen wie auch Heilige wie Christophorus und Jakobus der Ältere. Jakobus mit Pilgermuschel und Pilgerstab erinnert daran, dass Urphar mit seiner Furt über den Main auf dem Jakobsweg der Region lag und im 13. Jahrhundert eine wichtige Station auf dessen Ost-West-Verbindung auch aus Richtung Böhmen war. Die Fresken des Meisters waren wohl auch als geistliche Anschauung für die Jakobspilger gedacht, und Urphar wurde 1297 dem Patronat des Apostels geweiht.